# Monnières (Loire-Atlantique)
Monnières település Franciaországban, Loire-Atlantique megyében. Lakosainak száma 2341 fő (2022. január 1.). Monnières Gorges, Maisdon-sur-Sèvre, Le Pallet és Saint-Lumine-de-Clisson községekkel határos.

## Népesség
A település népességének változása:
| Lakosok száma | 941  | 1235 | 1379 | 1714 | 1998 | 2125 | 2239 | 2290 | 2316 | 2341 |
|               | 1968 | 1982 | 1990 | 2006 | 2013 | 2015 | 2017 | 2019 | 2020 | 2022 |